# Blanchard (Familienname)
Blanchard ist ein französischer Familienname.

## Namensträger

### A
- Alain Blanchard († 1419), französischer Hauptmann
- Alana Blanchard (* 1990), US-amerikanische Surferin und Model
- Albert Gallatin Blanchard (1810–1891), US-amerikanischer Brigadegeneral im Sezessionskrieg
- Antoine Blanchard (1910–1988), französischer Maler

### C
- Chris Blanchard (* 1971), kanadischer Skilangläufer
- Claude Blanchard (Schauspieler) (1932–2006), französisch-kanadischer Schauspieler und Sänger
- Claude Blanchard (Eishockeyspieler) (* 1945), französischer Eishockeyspieler

### D
- Doc Blanchard (1924–2009), US-amerikanischer Footballspieler

### E
- Edgar Blanchard (1924–1972), US-amerikanischer Gitarrist und Arrangeur
- Édouard-Théophile Blanchard (1844–1879), französischer Maler
- Élie Blanchard (1881–1941), kanadischer Lacrossespieler
- Émile Blanchard (Charles Émile Blanchard) (1819–1900), französischer Zoologe und Entomologe
- Erin Blanchard (* 1989), US-amerikanischer Trampolinsportler
- Esprit Antoine Blanchard (1696–1770), französischer Musikmeister und Königlicher Kapellmeister
- Eugénie Blanchard (1896–2010), französische Supercentenarian

### F
- Francis Blanchard (1916–2009), französischer Diplomat
- Françoise Blanchard (1954–2013), französische Schauspielerin
- Frank Nelson Blanchard (1888–1937), US-amerikanischer Zoologe

### G
- George S. Blanchard (1920–2006), US-amerikanischer Heeresoffizier
- George Washington Blanchard (1884–1964), US-amerikanischer Politiker
- Georges Blanchard (1877–1954), französischer Offizier, General
- Gerald Blanchard (* um 1972), kanadischer Krimineller
- Gilles Blanchard (* 1953), französischer Maler, siehe Pierre et Gilles
- Gypsy-Rose Blanchard (* 1991), US-amerikanische Münchhausen-Überlebende

### H
- Harold Blanchard (Musiker) (1930–2010), US-amerikanischer Pianist, Arrangeur, Komponist und Hochschullehrer
- Harry Blanchard (1931–1960), US-amerikanischer Automobilrennfahrer
- Helen Blanchard (1840–1922), US-amerikanische Erfinderin

### J
- Jacques Blanchard (1600–1638), französischer Maler des Barock
- James Blanchard (* 1942), US-amerikanischer Politiker
- Jean-Pierre Blanchard (1753–1809), französischer Ballonfahrer
- Jean-Pierre Blanchard (Priester) (1762–1824), Schweizer Priester
- Jocelyn Blanchard (* 1972), französischer Fußballspieler
- John Blanchard (Politiker) (1787–1849), US-amerikanischer Politiker
- John Blanchard (Regisseur), kanadischer Fernsehregisseur und Produzent
- John Blanchard (Rennfahrer), britischer Motorradrennfahrer
- John W. Blanchard (1930–2022), britischer Pflanzenzüchter
- Jonathan Blanchard (1738–1788), US-amerikanischer Politiker
- Jonathan Blanchard (1811–1892), US-amerikanischer Pastor, Lehrer, Sozialreformer, Abolitionist und Gründer des Wheaton College
- Jules Blanchard (1832–1916), französischer Bildhauer

### K
- Kenneth H. Blanchard (* 1939), US-amerikanischer Unternehmer und Autor

### L
- Laurent Blanchard (* 1952), kanadischer Politiker
- Louise Blanchard Bethune (1856–1913), US-amerikanische Architektin

### M
- Marcel Blanchard, französischer Dressurreiter
- Mari Blanchard (1927–1970), US-amerikanische Schauspielerin
- María Gutiérrez Blanchard (1881–1932), spanische Malerin

### N
- Newton C. Blanchard (1849–1922), US-amerikanischer Politiker

### O
- Olivier Blanchard (* 1948), französischer Ökonom

### P
- Pierre Blanchard (Schriftsteller) (1772–1856), französischer Schriftsteller und Verleger
- Pierre Blanchard (Segler) (* 1945), französischer Segler
- Pierre Blanchard (Musiker) (* 1956), französischer Musiker und Komponist

### R
- Rachel Blanchard (* 1976), kanadische Schauspielerin
- Raphaël Blanchard (1857–1919), französischer Arzt und Zoologe
- Raoul Blanchard (1877–1965), französischer Geograph
- Ray Blanchard (* 1945), US-amerikanischer Sexualwissenschaftler
- René Blanchard (* 1947), französischer Eishockeyspieler
- Robert Blanchard (1923–2016), französischer Basketballspieler und -schiedsrichter
- Rowan Blanchard (* 2001), US-amerikanische Schauspielerin

### S
- Sean Blanchard (* 1978), kanadischer Eishockeyspieler
- Sophie Blanchard (1778–1819), französische Ballonfahrerin

### T
- Tammy Blanchard (* 1976), US-amerikanische Schauspielerin
- Terence Blanchard (* 1962), US-amerikanischer Trompeter und Komponist
- Tessa Blanchard (* 1995), US-amerikanische Wrestlerin
- Thomas Blanchard (1788–1864), US-amerikanischer Erfinder
- Tully Blanchard (* 1954), US-amerikanischer Wrestler

### V
- Vaughn Blanchard (1889–1969), US-amerikanischer Leichtathlet

### W
- Washington Blanchard (1808–1855), US-amerikanischer Miniaturmaler und Lithograf
- William H. Blanchard (1916–1966), US-amerikanischer Pilot, General der US-Luftwaffe